# Sterilizace zdravotnického materiálu a nástrojů
Sterilizace zdravotnického materiálu a nástrojů je souborem činností směřujících k úplnému odstranění (usmrcení) živých mikroorganizmů, které například ve zdravotnictví definuje příslušná legislativa (viz níže). Sterilizace nástrojů apod. je obvyklá v nejrůznějších oborech. Zahrnuje:
- předsterilizační přípravu;
- sterilizaci ve sterilizátoru;
- uskladnění sterilizovaného materiálu.

## Předsterilizační příprava
Předsterilizační příprava je soubor činností, předcházející vlastní sterilizaci, jehož výsledkem je čistý, suchý, funkční a zabalený zdravotnický prostředek určený ke sterilizaci. Všechny použité nástroje a pomůcky se považují za kontaminované. Jsou-li určeny k opakovanému použití, dekontaminují se ihned po použití v myčkách nebo ručně. Výsledkem správně provedené předsterilizační přípravy je nástroj zbavený mikrobiální kontaminace, suchý a zabalený do jednotkového sterilizačního obalu.

## Sterilizace ve sterilizátoru
Sterilizace ve sterilizátoru probíhá za podmínek daných příslušnou legislativou (vyhláška MZ ČR 306/2012 Sb., ČSN EN 285 – velké parní sterilizátory, ČSN EN ISO 13060 – malé parní sterilizátory). Sterilizační cyklus v parním sterilizátoru se validuje v rámci požadavků normy ČSN EN ISO 16775-1 (Sterilizace výrobků pro zdravotní péči – Sterilizace vlhkým teplem – Část 1: Požadavky na vývoj, validaci a průběžnou kontrolu sterilizačního postupu pro zdravotnické prostředky).
Typy sterilizátorů:
- parní sterilizátor s gravitačním odvzdušněním (pouze malé parní sterilizátory s programy typu N) nebo vývěvou sterilizující při teplotách 121 °C nebo 134 °C;
- malý parní sterilizátor s objemem komory do 55 l, kde současně nelze sterilizovat 1 sterilizační jednotku (54 l, zkr. STJ, angl. S.U.);
- velký parní sterilizátor s objemem komory od 71 l do cca 2000 l, schopné sterilizovat vsázku o objemu alespoň 1 STJ, v jednodveřovém nebo prokládacím (dvoudveřovém) provedení, s vývěvou a elektrickým vyvíječem páry, připojením na centrální rozvod medicinální páry, nebo s parním výměníkem; sterilizace probíhá při teplotách 121 °C nebo 134 °C;
- horkovzdušný sterilizátor s nucenou cirkulací vzduchu sterilizující při teplotách 160 °C, 170 °C nebo 180 °C;
- nízkoteplotní chemické sterilizátory (ethylenoxidové, formaldehydové, peroxidové/plazmové);
- radiační sterilizátor (expozice 25 kGy).

Sterilizační cyklus je kontrolován externími chemickými indikátory (tzv. procesové testy) a interními chemickými testy (tzv. multiparametrové – chemické testy) dle požadavků normy ČSN EN ISO 11140, ČSN EN ISO 15882 a biologickými testy (dle ČSN EN 866). Přesné použití a počet testů na jeden sterilizační cyklus definuje legislativa (vyhláška MZ ČR 306/2012 Sb.).

## Uskladnění sterilizovaného materiálu
Sterilizovaný materiál je uložen v primárním jednotkovém obalu, ve kterém byl sterilizován. Pro prodloužení trvanlivosti a zlepšení jeho ochrany před sekundární kontaminací je možné použít ještě sekundární obal (pro uložení jednoho nebo více primárních jednotkových obalů) a skladovací obal, kterým může být: sterilní sklad (v prostředí centrální sterilizace, zásuvka, skříň, skladovací box).
Zvláštní kategorii tvoří transportní obaly, sloužící k ochraně sterilizovaného materiálu před kontaminací v průběhu transportu z jednotky centrální sterilizace k použití v rámci anebo mimo zdravotnického zařízení.